# Pontifício Conselho para a Cultura
O Pontifício Conselho para a Cultura (em latim, Pontificium Consilium de Cultura) foi um dicastério da Cúria romana, criado pelo Papa João Paulo II, em 1982, com base  Constituição Apostólica Gaudium et Spes, emitida durante o Concílio Vaticano II.
Com o Motu Próprio Inde a Pontificatus, de 25 de março de 1993, João Paulo II uniu o Pontifício Conselho para o Diálogo com os não crentes (fundado em 1965 por Paulo VI) ao Pontifício Conselho para a Cultura, para formar um único organismo, que leva o nome do Pontifício Conselho para a Cultura.
Com a promulgação da Constituição apostólica Prædicate Evangelium, foi unificada com a Congregação para a Educação Católica no Dicastério para a Cultura e a Educação.

## Missão
O Pontifício Conselho para a Cultura operava no encontro entre a mensagem do evangelho e a cultura; entre o estudo dos graves fenômenos de ruptura entre o Evangelho e as culturas, de indiferença religiosa e de não crença. 
As relações da Igreja e da Santa Sé com o mundo da cultura, procurava promover, em particular o diálogo com as várias culturas do nosso tempo, a fim de que, a civilidade do ser humano se abra sempre  mais ao Evangelho, e os intelectuais das ciências, da literatura e das artes se sintam reconhecidos pela Igreja como pessoas ao serviço da verdade, do bem e do belo. 
O Pontifício Conselho para a Cultura, seguia e coordenava as atividades das Pontifícias Academias para uma recíproca colaboração, com a Comissão Pontifícia para os Bens Culturais da Igreja. 

## Presidentes

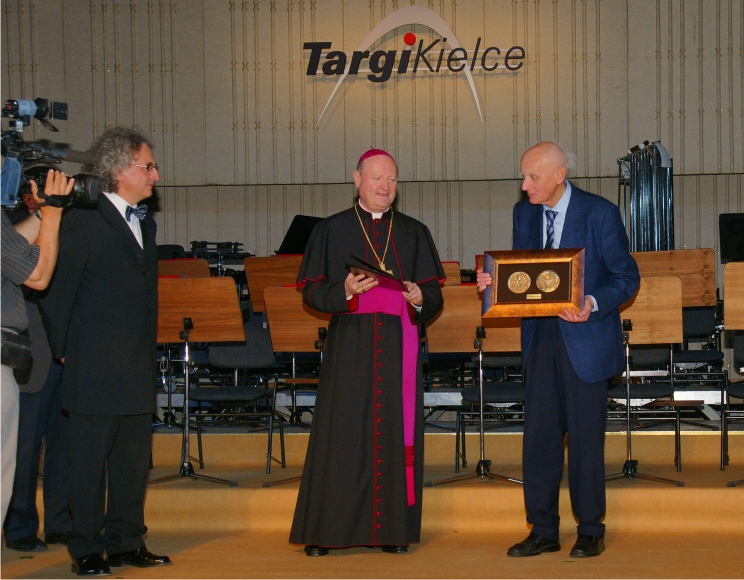
Último Presidente

|             | Nome                             | Período     | Notas              |
| Presidentes | Presidentes                      | Presidentes | Presidentes        |
| ----------- | -------------------------------- | ----------- | ------------------ |
| 3º          | Cardeal Gianfranco Ravasi        | 2007-2022   | presidente emérito |
| 2º          | Cardeal Paul Joseph Jean Poupard | 1988-2007   | presidente emérito |
| 1º          | Cardeal Gabriel-Marie Garrone    | 1982-1988   |                    |

## Departamentos

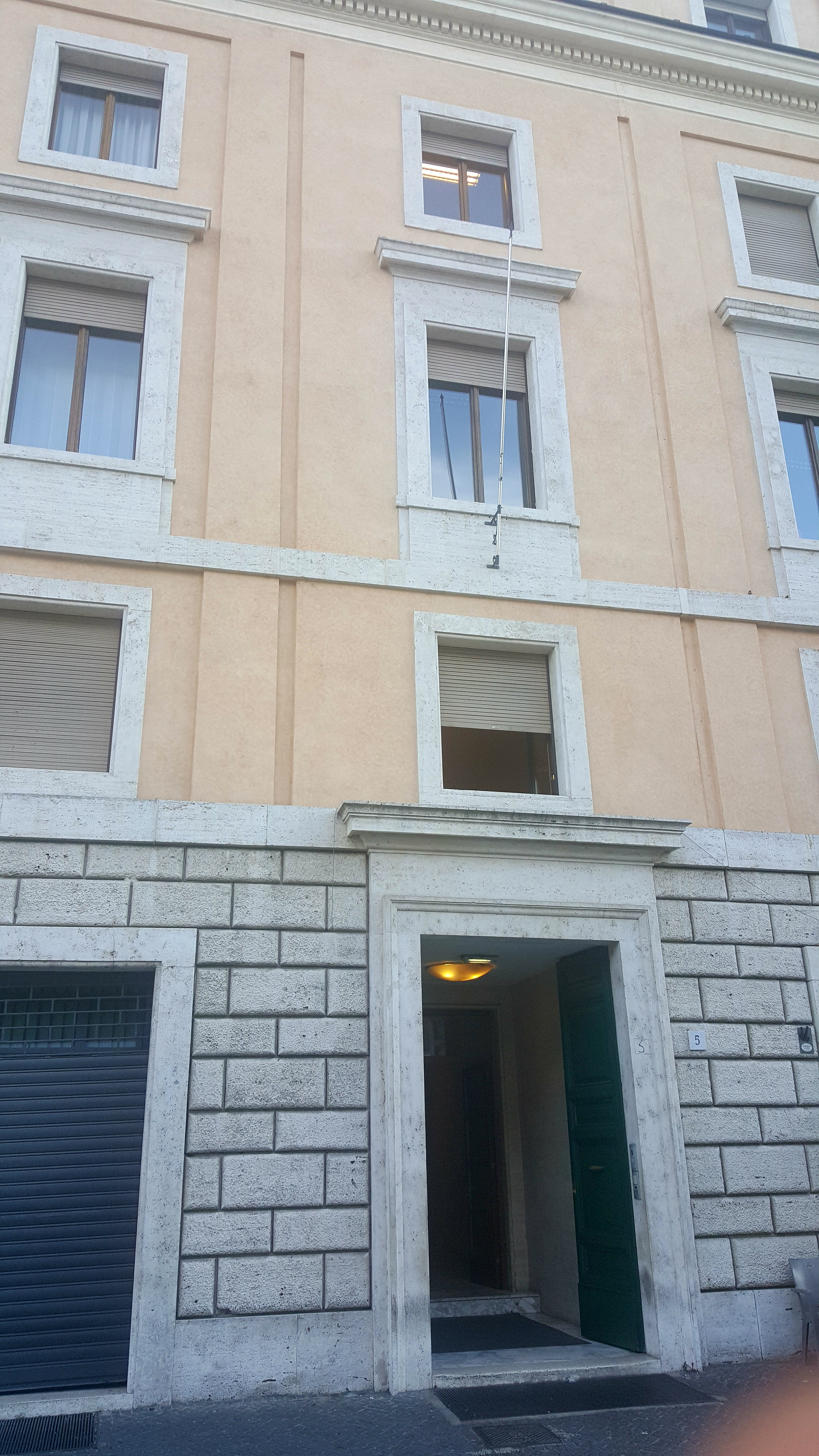
Sede do Conselho

Em sua estrutura interna, o Conselho possui os seguintes departamentos:
- Arte e Fé;
- Ateísmo / Átrio dos Gentios
- Heranças culturais;
- Cultura e Misticismo
- Culturas do Mundo
- Economia
- Organismos culturais mundiais
- Cultura digital
- Ciência e Fé
- Esporte e Cultura
- Música

## Atividades
O Conselho promovia e patrocinava o Festival Internacional de Filmes Católicos, criado em 2010 pela produtora e diretora italiana Liana Marabini, para promoção de filmes independentes com temáticas próprias da religião católica.
Também promovia, desde 2009, o evento Átrio dos Gentios, com o objetivo de incentivar o diálogo especialmente entre crentes e não crentes nas áreas de interesse comum a ambos os grupos.
No departamento de música, eram promovidos congressos visando estudar e refletir sobre as influências culturais dentro da música e sua manifestação dentro da Igreja Católica, bem como a preservação do patrimônio musical do passado.
O Conselho também era responsável pelo time de críquete do Vaticano.

## Unificação
Em junho de 2022, foi unificado à Congregação para a Educação Católica, surgindo o Dicastério para a Cultura e a Educação.